# Коропчень (Румунія)
Коропчень, Коропчені (рум. Coropceni) — село у повіті Ясси в Румунії. Входить до складу комуни Чортешть.
Село розташоване на відстані 308 км на північний схід від Бухареста, 30 км на південний схід від Ясс.

## Населення
За даними перепису населення 2002 року у селі проживала 1161 особа, з них 1160 осіб (99,9%) румунів. Усі жителі села рідною мовою назвали румунську.